# Villanueva-Soportilla
Villanueva-Soportilla es una localidad del municipio burgalés de Bozoó, en la Comunidad Autónoma de Castilla y León (España). A un centenar de metros de la localidad se encuentra el río Ebro, en el cual hace frontera con la localidad alavesa de Sobrón.
Su iglesia está dedicada a san Esteban Protomártir.

## Localidades limítrofes
Confina con las siguientes localidades:
- Al norte, cruzando el río Ebro, con Bachicabo.
- Al este, cruzando el río Ebro, con Puentelarrá.
- Al sureste con Guinicio y Santa Gadea del Cid.
- Al suroeste con Portilla y Bozoó.

## Demografía
| Gráfica de evolución demográfica de Villanueva-Soportilla entre 1842 y 1860 |
| |
| Población de derecho según los censos de población del INE Población de hecho según los censos de población del INEEntre el censo de 1857 y el anterior, crece el término del municipio porque incorpora a Bozoó y Portilla. Entre el censo de 1877 y el anterior, este municipio desaparece porque se integra en el municipio Bozoó. |

Evolución de la población
| Gráfica de evolución demográfica de Villanueva-Soportilla entre 2000 y 2017 |
|                                                                             |
| Población de derecho (2000-2017) según el padrón municipal del INE          |

## Historia
Así se describe a Villanueva-Soportilla en el tomo XVI del Diccionario geográfico-estadístico-histórico de España y sus posesiones de Ultramar, obra impulsada por Pascual Madoz a mediados del siglo XIX:

Villa cabeza de ayuntamiento que forma con los pueblos de Bozoo y Portilla en la provincia, audiencia territorial, capitanía general y diócesis de Burgos (13 ½ leguas), partido judicial de Miranda de Ebro (2 ¼). Situada al pie de la sierra de Besantes, con buena ventilación y clima frío, pero sano, y se padecen constipados y pulmonías. Tiene 25 casas, escuela de instrucción primaria dotada con 790 reales vellones, y una iglesia parroquial (San Esteban) servida por un cura párroco. El término confina N el río Ebro; E Santa Gadea; S Portilla, y O el mismo. El terreno es de mediana calidad; le cruza el mencionado río, sobre el cual no hay puente alguno, pero del pie del monte Besantes que baña, sale una lastra de piedra viva que atraviesa totalmente el río, formando una ruidosa cascada de dos varas de altura; en verano se pasa por ella cual si fuera un vado; la parte montuosa está poblada de robles, encinas, pinos y arbustos. Los caminos son locales. El correo se recibe de Miranda de Ebro por medio de valijero. Producciones: cereales, legumbres, patatas, lino, cáñamo y vino chacolí; cría ganado lanar, cabrío y vacuno; caza mayor y menor y pesca de anguilas, truchas y barbos. Industria: 2 molinos de harina. Población: 27 vecinos, 109 almas. Capital productivo: 515.700 reales. Imponible: 50.973. Contribución: 3.378 reales 2 maravedíes.
Diccionario geográfico-estadístico-histórico de España y sus posesiones de Ultramar